# Чемпионат мира по подводному ориентированию 2013
16-й чемпионат мира по подводному ориентированию проводился в столице Татарстана Казани в рамках игр CMAS в августе 2013 года.

## Призёры

### Мужчины
| Дисциплина           | Золото                                                             | Золото  | Серебро                                                                       | Серебро | Бронза                                                                  | Бронза  |
| -------------------- | ------------------------------------------------------------------ | ------- | ----------------------------------------------------------------------------- | ------- | ----------------------------------------------------------------------- | ------- |
| Ориентиры 5 точек    | Андрей Сизов · Россия                                              | 1867,5  | Якуб Немечек · Чехия                                                          | 1538,0  | Владимир Куницын · Эстония                                              | 950,0   |
| Параллель            | Петер Балаж · Венгрия                                              |         | Ян Зеггель · Германия                                                         |         | Роберт Гурисатти · Венгрия                                              |         |
| М-Зоны               | Петер Балаж · Венгрия                                              | 2255    | Даниэль Зоннекальб · Германия                                                 | 2230    | Иван Шахов · Россия                                                     | 2200    |
| Звезда               | Иван Шахов · Россия                                                |         | Даниэль Зоннекальб · Германия                                                 |         | Александр Золотов · Украина                                             |         |
| Карта                | Валерий Волгин · Иван Папин · Казахстан                            | 3832,00 | Иван Шахов · Виктор Трифонов · Россия                                         | 3392    | Ян Зеггель · Даниэль Зоннекальб · Германия                              | 2328,00 |
| Групповое упражнение | Ондржей Черни · Ян Скружны · Ондржей Каспар · Якуб Немечек · Чехия | 7213    | Александр Золотов · Евгений Золотов · Максим Котов · Антон Михайлов · Украина | 6182,5  | Иван Шахов · Виктор Трифонов · Андрей Сизов · Владислав Павлов · Россия | 8326,00 |

### Женщины
| Дисциплина           | Золото                                                                     | Золото  | Серебро                                                                      | Серебро | Бронза                                                                               | Бронза  |
| -------------------- | -------------------------------------------------------------------------- | ------- | ---------------------------------------------------------------------------- | ------- | ------------------------------------------------------------------------------------ | ------- |
| Ориентиры 5 точек    | Бабетта Фюрстенберг · Германия                                             | 1772,5  | Катарина Бенк · Германия                                                     | 1495    | Елена Минская · Россия                                                               | 950     |
| Параллель            | Бабетта Фюрстенберг · Германия                                             |         | Людмила Шумилова · Казахстан                                                 |         | Катарина Бенк · Германия                                                             |         |
| М-Зоны               | Ольга Талдонова · Россия                                                   | 1970    | Ангелика Ринх · Германия                                                     | 1960    | Елена Минская · Россия                                                               | 1940    |
| Звезда               | Людмила Шумилова · Казахстан                                               | 1544    | Леа Рик · Хорватия                                                           | 1462    | Бабетта Фюрстенберг · Германия                                                       | 900     |
| Карта                | Елена Папина · Людмила Шумилова · Казахстан                                | 2732,00 | Анна Анохина · Светлана Вяткина · Россия                                     | 1600    | Флоренц Плётц · Паскаль Шведери · Франция                                            | 1200,00 |
| Групповое упражнение | Светлана Вяткина · Анна Анохина · Елена Минская · Ольга Талдонова · Россия | 6640    | Катарина Бенк · Ангелика Ринк · Паула Крюгер · Бабетта Фюртенберг · Германия | 5297,5  | Александра Зайцева · Людмила Шумилова · Шахноза Курбанова · Елена Папина · Казахстан | 5212    |